# Tendicollo

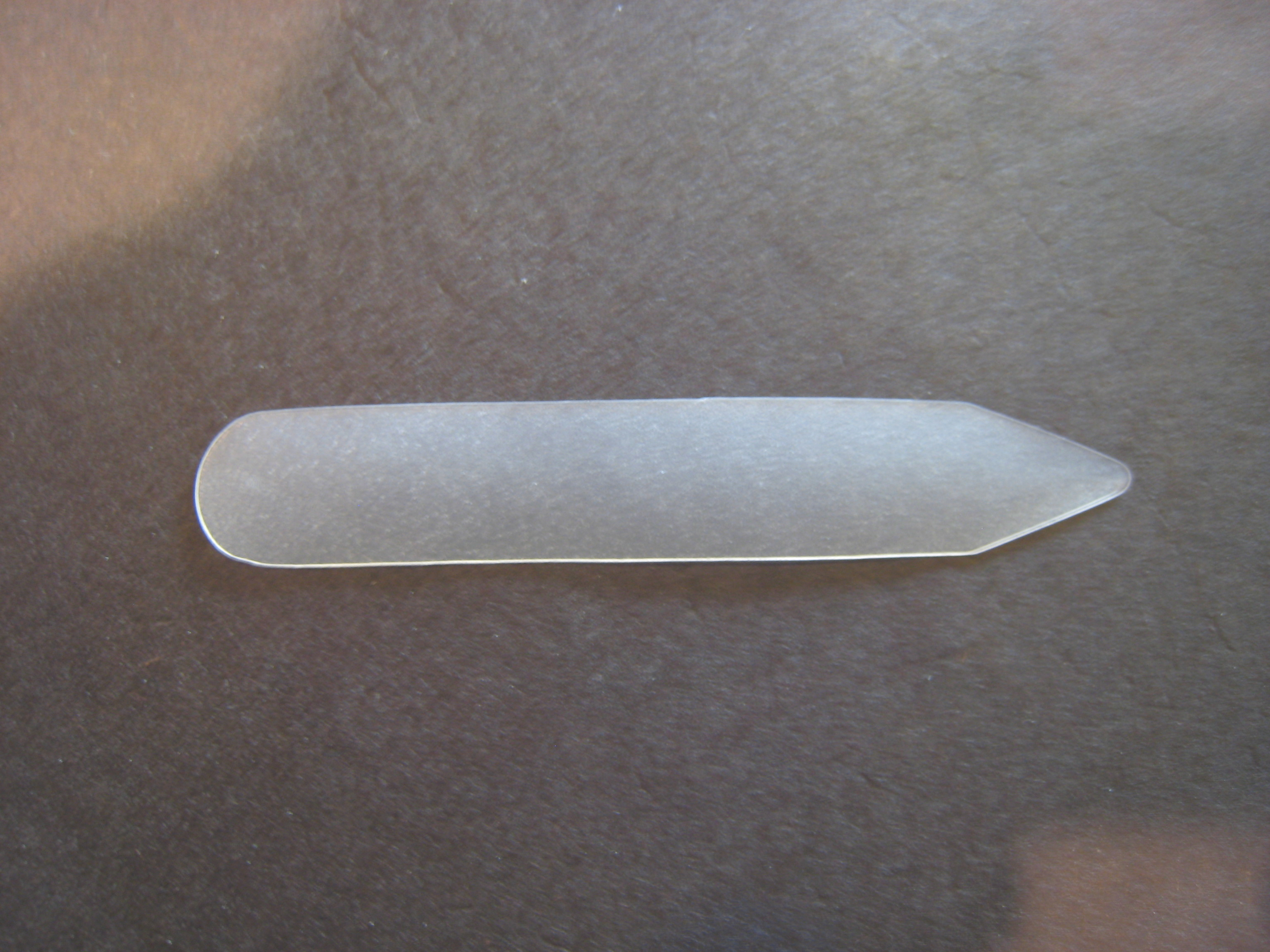
Stecche in plastica

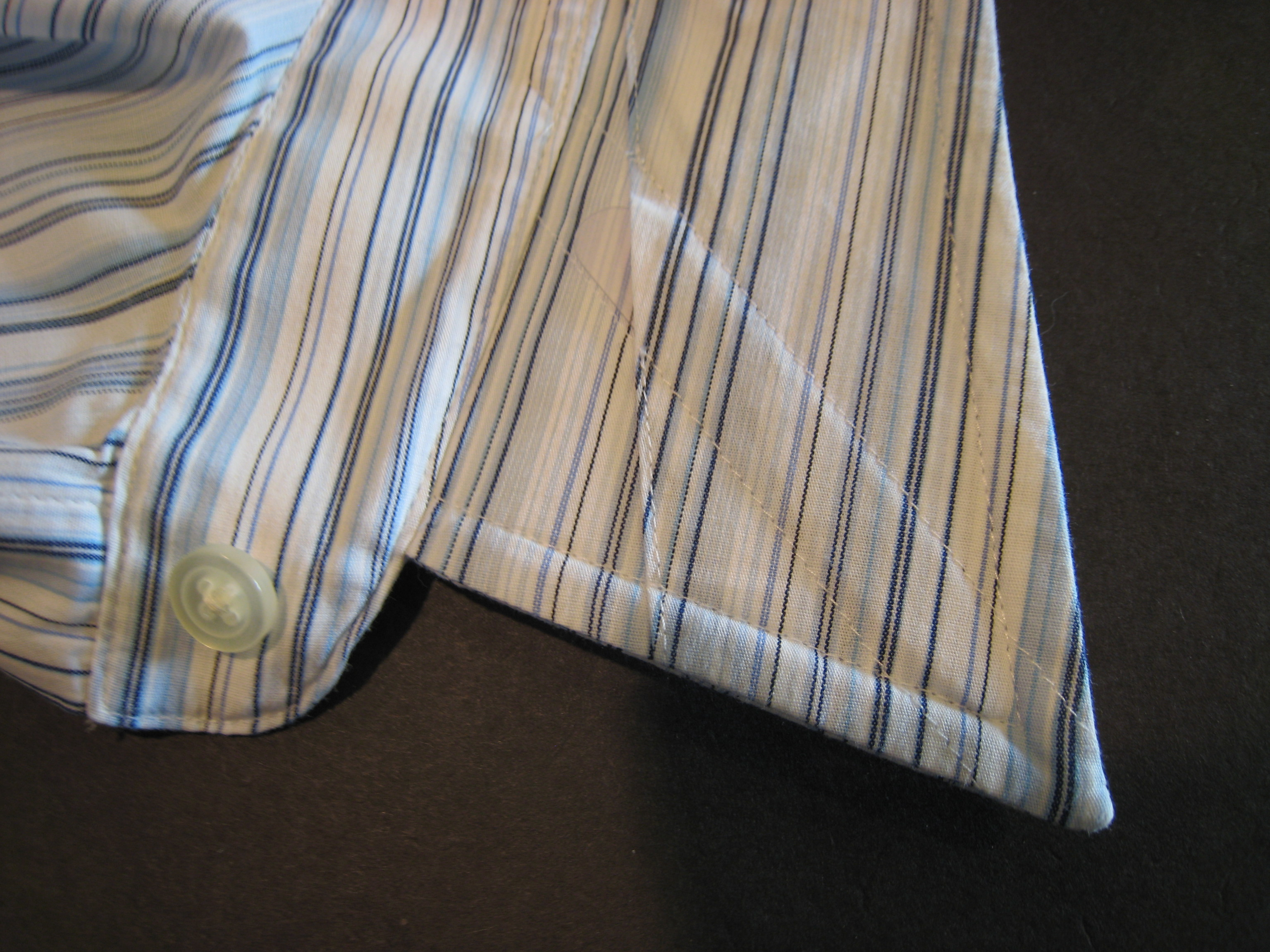
Vista inferiore di un colletto con stecche estraibili

Il tendicollo (o "bacchette per il colletto della camicia", chiamate anche "balenette", "ossicini", "stecche", "stecchette") è un dispositivo per mantenere la giusta curvatura del colletto della camicia.
Brevettato negli anni '50, è costituito da una coppia di piccole stecche di forma rettangolare o trapezoidale da inserire nelle apposite tasche ricavate nella parte inferiore della vela del colletto; lo si realizza in vari materiali anche pregiati, come argento, madreperla, stecche di balena, corno, ma anche in ottone, acciaio, plastica.
Le stecche devono essere rimosse prima di lavare la camicia in lavatrice, e reinserite dopo la stiratura. Le stecche da sostituire si possono acquistare nelle mercerie, ma data la grande varietà di forme e dimensioni può accadere di non trovare la misura adatta al proprio colletto.